# Raymond Gerhardt Hunthausen
Raymond Gerhardt Hunthausen (Anaconda, 21 agosto 1921 – Helena, 22 luglio 2018) è stato un arcivescovo cattolico statunitense.

## Biografia
Raymond Gerhardt Hunthausen nacque ad Anaconda il 21 agosto 1921 ed era il primo dei sette figli di Anthony Gerhardt ed Edna Marie (nata Tuchscherer) Hunthausen. I suoi genitori possedevano e gestivano un negozio di generi alimentari.

### Formazione e ministero sacerdotale
Ricevette la sua educazione primaria nella scuola della parrocchia di San Paolo delle suore orsoline. Al college si distinse per la brillantezza accademica e come atleta.
Frequentò poi il Carroll College di Helena dove nel 1943 si laureò con lode in chimica. Terminati gli studi meditò di intraprendere le carriere di ingegnere chimico o di combattimento nella United States Air Force. Tuttavia, venne persuaso da padre Bernard Joseph Topel, suo direttore spirituale e professore di matematica al Carroll e che più tardi divenne vescovo di Spokane, a intraprendere la strada per il sacerdozio. Iniziò quindi gli studi al seminario "St. Edward" di Kenmore nell'autunno del 1943.
Il 1º giugno 1946 fu ordinato presbitero per la diocesi di Helena nella chiesa di San Paolo ad Anaconda da monsignor Joseph Gilmore. Ritornò al Carroll College dove fino al 1957 insegnò chimica. Durante le estati proseguì gli studi universitari in quella materia presso l'Università di Notre Dame, la Fordham University, l'Università Cattolica d'America e l'Università di St. Louis. Nel 1953 conseguì la laurea in scienze presso l'Università di Notre Dame.
Oltre ai suoi compiti di insegnante padre Hunthausen fu il direttore atletico del Carroll College e come tale allenò le squadre di calcio, basket, baseball, atletica leggera e molti altri sport. Le sue squadre vinsero diversi titoli e nel 1966 entrò nella National Association of Intercollegiate Athletics Hall of Fame, unico membro della gerarchia cattolica americana a ricevere questo onore.
Dal 1957 al 1962 fu presidente del Carroll College. Nel 1958 venne nominato prelato domestico.

### Ministero episcopale
L'8 luglio 1962 papa Giovanni XXIII lo nominò sesto vescovo di Helena. Ricevette l'ordinazione episcopale il 30 agosto successivo nella cattedrale di Sant'Elena a Helena dall'arcivescovo Egidio Vagnozzi, delegato apostolico negli Stati Uniti, coconsacranti il vescovo di Spokane Bernard Joseph Topel e quello di Great Falls William Joseph Condon. Fu padre conciliare in tutte e quattro le sessioni del Concilio Vaticano II. Nella prima era il vescovo statunitense più giovane e di nomina più recente. Del Concilio parlò come un "addestramento sul lavoro per essere vescovo".
Il suo mandato come vescovo di Helena fu caratterizzato da un maggiore coinvolgimento dei laici nelle questioni ecclesiali, dall'inizio dei campi giovanili a Legendary Lodge, dall'istituzione di una missione in Guatemala, dalla chiusura di diverse scuole elementari e scuole cattoliche e dal rafforzamento dei programmi di istruzione religiosa in ogni parrocchia diocesana. Attuò vigorosamente gli insegnamenti del Concilio Vaticano II e fu particolarmente appassionato di ecumenismo, liturgia e ministero collaborativo.
Il 13 febbraio 1975 papa Paolo VI lo nominò arcivescovo metropolita di Seattle. Prese possesso dell'arcidiocesi il 22 maggio successivo. Conosciuto per il suo forte impegno nei confronti della pace e della giustizia, la leadership di monsignor Hunthausen pose l'accento sulla cura pastorale di qualità per la popolazione dell'arcidiocesi, con particolare attenzione all'addestramento e all'equipaggiamento delle donne e dei laici per il ministero. Nel 1980 scrisse quella che si ritiene essere la prima lettera pastorale di un vescovo americano che identifica i passi che la Chiesa avrebbe dovuto prendere per valutare i doni delle donne in ugual misura con quelli degli uomini. La sua dedizione alla responsabilità condivisa e all'inclusività portò l'arcidiocesi in una nuova era segnata da audaci passi avanti nell'ecumenismo e nel multiculturalismo. Sotto la sua direzione, nel 1988, l'arcidiocesi di Seattle divenne una delle prime diocesi della nazione ad attuare una politica per affrontare gli abusi sessuali su minori da parte di sacerdoti e impiegati della Chiesa.
La sua passione per la pace divenne nota in tutto il mondo quando protestò contro la proliferazione delle armi nucleari, compreso l'alloggiamento dei sottomarini missilistici Trident nelle vicinanze di Seattle, a Puget Sound. Era così convinto dell'immoralità dell'accumulo di armi nucleari che nel 1982 iniziò a trattenere la metà delle sue imposte sul reddito. In un discorso affermò: "Trident è l'Auschwitz di Puget Sound". Questa resistenza fiscale spinse l'ufficio delle imposte a trattenere parte del suo stipendio.
Venerato come un esplicito difensore dei poveri e degli emarginati, monsignor Hunthausen fu anche un grande difensore delle donne, in particolare delle religiose, e del loro ruolo nella Chiesa e nella società. Era così profondamente impegnato nella missione ecumenica della Chiesa che molti membri del clero di altre denominazioni si riferivano a lui come al loro vescovo. Da sempre noto per il suo "tocco comune", monsignor Hunthausen aveva poco senso per i titoli o le trappole dell'ufficio, preferendo sempre camminare tra la gente come uno di loro. Fu un leader che era molto in contatto con il suo popolo.
Fu anche un grande sostenitore dei giovani e incoraggiò una migliore catechesi nelle parrocchie e nelle scuole parrocchiali, nonostante l'aumento delle iscrizioni. Nel 1985 aiutò a fondare l'Istituto di studi teologici all'Università di Seattle, che nel 1996 si evolse in Scuola di teologia e ministero.
Nonostante le sue enormi responsabilità come vescovo, mantenne sempre un rapporto caldo e stretto con la sua famiglia. Tra i suoi fratelli e i suoi amati nipoti e pro-nipoti, era affettuosamente conosciuto come "Dutch", e i suoi momenti più felici erano quelli che condivideva con loro durante le riunioni di famiglia. Si poteva sempre contare sul fatto che conoscesse i nomi dei membri della famiglia fino ai più piccoli. Atleta naturale e amante della vita all'aria aperta, l'arcivescovo praticava sci, golf, escursionismo, pesca e si ritirava con la famiglia e gli amici nella sua umile baita di montagna a Moose Lake.
Dopo diversi episodi controversi, come la concessione di celebrare una messa nella cattedrale di San Giacomo a un gruppo di circa mille persone giunte a Seattle per una convention LGBT, e le lamentele che questi generarono, nel 1983 il papa autorizzò il cardinale Joseph Ratzinger, prefetto della Congregazione per la dottrina della fede, ad avviare un'indagine. Monsignor Hunthausen era anche accusato di aver permesso a cattolici divorziati, ma senza l'annullamento della Sacra Rota, di fare la comunione e di aver concesso ai laici indebita influenza nel formulare programmi come "votazioni su questioni morali o di dottrina". L'arcivescovo di Washington James Aloysius Hickey venne nominato visitatore apostolico. La delegazione di Hickey si incontrò con monsignor Hunthausen e altri per indagare sulle pratiche amministrative e pastorali. Il risultato della visita venne riassunto in una lettera inviata dal cardinale Ratzinger nel 1985 all'arcivescovo Hunthausen che riassumeva le modifiche raccomandate ma che affermava la sua ortodossia e la sua fedeltà al papa e al suo magistero:
Il 30 novembre 1985 papa Giovanni Paolo II nominò Donald William Wuerl come vescovo ausiliare di Seattle. Al vescovo Wuerl vennero concesse facoltà straordinarie in cinque aree di responsabilità al di sopra dell'arcivescovo Hunthausen: liturgia, matrimonio, clero e seminaristi, ex-sacerdoti e tutte le questioni relative alla salute e agli omosessuali. A monsignor Hunthausen venne comunicato diversamente. In un comunicato successivo, Hunthausen riconobbe di aver ricevuto, il 1º luglio 1986, una conferma scritta da parte della Santa Sede del fatto che il vescovo Donald William Wuerl aveva effettivamente ricevuto ciò che l'arcivescovo definì un'autorità "completa e definitiva" in determinate aree. Tuttavia, nel maggio del 1987, la situazione era diventata insostenibile e monsignor Wuerl lasciò l'incarico. Qualche mese venne promosso a vescovo di Pittsburgh.
Il 26 maggio 1987 il papa nominò arcivescovo coadiutore monsignor Thomas Joseph Murphy. Dopo il ritiro di Hunthausen quattro anni dopo, Murphy gli succedette automaticamente come arcivescovo.
Secondo Thomas Bokenkotter, "una risoluzione della vicenda venne finalmente annunciata dalla Santa Sede nell'aprile del 1989, dopo aver accettato la relazione di una commissione che raccomandava di ripristinare l'autorità di monsignor Hunthausen. Egli sosteneva fermamente che la sua arcidiocesi era rimasta fondamentalmente la stessa, che non aveva mai violato la dottrina e che non aveva dovuto alterare la direzione generale del suo ministero e compromettere le sue convinzioni liberali".
Il 21 agosto 1991 papa Giovanni Paolo II accettò la sua rinuncia al governo pastorale dell'arcidiocesi. Scelse di trascorrere sempre più tempo con la sua famiglia nel Montana ma, anche così, continuò ad aiutare nelle parrocchie ed era molto richiesto come direttore di ritiri spirituali e confessore. Negli ultimi anni della sua vita, visse in una casa di cura di Helena insieme al fratello, padre Jack Hunthausen. Essi celebravano la messa ogni giorno e accoglievano un flusso costante di visitatori, sia famigliari che amici. Profondamente interessato alla Chiesa e alla sua missione fino all'ultimo, esultò per l'elezione di papa Francesco nel 2013, le cui visione e priorità in molti modi fecero da eco alle sue.
A partire dall'ottobre del 2011 fu l'ultimo vescovo americano ad aver partecipato a tutte e quattro le sessioni del Concilio Vaticano II. Nel 2017 il Carroll College lo onorò intitolandogli il suo nuovo centro sportivo e studentesco.
Morì a Helena il 22 luglio 2018 all'età di 96 anni circondato dalla sua famiglia. Il 27 luglio alle ore 11 nella cattedrale di Sant'Elena a Helena si tenne una messa commemorativa presieduta dal vescovo di Las Vegas George Leo Thomas. Le esequie si tennero il 1º agosto alle ore 11 nella cattedrale di San Giacomo a Seattle. L'omelia venne pronunciata da padre Michael G. Ryan, parroco della cattedrale. Lo stesso giorno la sua salma fu tumulata nella cripta della cattedrale.

## Genealogia episcopale e successione apostolica
La genealogia episcopale è:
- Cardinale Scipione Rebiba
- Cardinale Giulio Antonio Santori
- Cardinale Girolamo Bernerio, O.P.
- Arcivescovo Galeazzo Sanvitale
- Cardinale Ludovico Ludovisi
- Cardinale Luigi Caetani
- Cardinale Ulderico Carpegna
- Cardinale Paluzzo Paluzzi Altieri degli Albertoni
- Papa Benedetto XIII
- Papa Benedetto XIV
- Cardinale Enrico Enriquez
- Arcivescovo Manuel Quintano Bonifaz
- Cardinale Buenaventura Córdoba Espinosa de la Cerda
- Cardinale Giuseppe Maria Doria Pamphilj
- Papa Pio VIII
- Papa Pio IX
- Cardinale Alessandro Franchi
- Cardinale Giovanni Simeoni
- Cardinale Antonio Agliardi
- Cardinale Basilio Pompilj
- Cardinale Adeodato Piazza, O.C.D.
- Cardinale Egidio Vagnozzi
- Arcivescovo Raymond Gerhardt Hunthausen

La successione apostolica è:
- Vescovo William Stephen Skylstad (1977)
- Vescovo Lawrence Harold Welsh (1978)